# 新安边镇
新安边镇，是中华人民共和国陕西省榆林市定边县下辖的一个乡镇级行政单位。

## 行政区划
新安边镇下辖以下地区：
新安边村、平庄子村、店房湾村、后要先村、三岔要先村、红泥要先村、大北山村、徐要先村、宗小涧村、店子坪村、高湾村、卢庄村和宗兴庄村。